# Sulla barca dell'oligarca
Sulla barca dell'oligarca è un singolo discografico del cantautore e comico italiano Checco Zalone, pubblicato il 27 maggio 2022.

## Descrizione
Il brano racconta la storia di Nicola Di Ciolla, guardia portuale che, per amor di patria, trasferisce la festa per la prima comunione del figlio Vincenzo su un panfilo sequestrato ad un oligarca russo, giustificandola come sanzione aggiuntiva. Purtroppo, durante la festa, la barca rimane alla deriva in mezzo all'Adriatico, senza benzina, alla fine vengono salvati dagli Albanesi.
La musica è opera dello stesso Checco Zalone con Antonio Iammarino e Giuseppe Saponari, mentre gli autori del testo sono Checco Zalone, Antonio Iammarino e Sergio Maria Rubino

## Tracce
1. Sulla barca dell'oligarca – 2:38